# Zombies of the Stratosphere
Zombies of the Stratosphere (1952) este un film serial științifico-fantastic regizat de Fred C. Brannon; cu Judd Holdren, Aline Towne și Wilson Wood în rolurile principale. A fost lansat la 28 martie 1958 ca film artistic sub titlul Satan's Satellites.

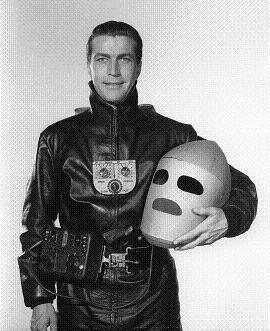
Judd Holdren este Larry Martin

## Povestea
Agentul de securitate Larry Martin (Judd Holdren) poate zbura cu ajutorul unui costum prevăzut cu o rachetă experimentală. El investighează vizita clandestină pe Pământ a unei nave marțiene. Între timp, răufăcătorii marțieni conspiră cu un om de știință trădător să arunce Pământul de pe orbita sa prin intermediul unor explozii atomice și să-l înlocuiască cu planeta Marte! Niciun zombie nu apare în film.  

## Actori
- Judd Holdren este Larry Martin
- Aline Towne este Sue Davis
- Wilson Wood este Bob Wilson
- Lane Bradford este Marex
- Stanley Waxman este Dr Harding
- John Crawford este Roth
- Craig Kelly este Mr Steele
- Ray Boyle este Shane
- Leonard Nimoy este Narab

## Capitole
1. The Zombie Vanguard (20min)
2. Battle of the Rockets (13min 20s)
3. Undersea Agents (13min 20s)
4. Contraband Cargo (13min 20s)
5. The Iron Executioner (13min 20s)
6. Murder Mine (13min 20s)
7. Death on the Waterfront (13min 20s)
8. Hostage for Murder (13min 20s)
9. The Human Torpedo (13min 20s)
10. Flying Gas Chamber (13min 20s) - a re-cap chapter
11. Man vs. Monster (13min 20s)
12. Tomb of the Traitors (13min 20s)

Sursa: